# یواس‌سی‌جی‌سی ویگیلانت (دبلیوام‌ئی‌سی-۶۱۷)
یواس‌سی‌جی‌سی ویگیلانت (دبلیوام‌ئی‌سی-۶۱۷) (به انگلیسی: USCGC Vigilant (WMEC-617)) یک کشتی است که طول آن ۲۱۰ فوت ۶ اینچ (۶۴٫۱۶ متر) می‌باشد. این کشتی در سال ۱۹۶۴ ساخته شد.